# センリーズ
センリーズは、吉本興業（大阪本部）所属のお笑いコンビ。2018年結成。主によしもと漫才劇場で活動。

## メンバー
きたしろ（1992年3月27日 - ）（33歳）
ネタ作り担当。
大阪府豊中市出身。身長178 cm、血液型はO型。
本名：北代 和弘（きたしろ かずひろ）
趣味は音楽鑑賞、読書、ゲーム、ラップ。特技は当たり前に皆が思っていることを大きい声で言うこと。
NSCには入っておらず、大阪校33期と同期扱い。近藤と同期にあたる芸人とコンビ「アキレスと亀」を組んでいたが、当時の相方が遅刻した際に逆ギレされたため解散している。
R-1グランプリ2022では準々決勝まで進出。
2021年度よしもと漫才劇場オシャレ芸人ランキングにおいて1位を獲得。翌年度も1位になり連覇を達成。

テコンドー近藤（1991年7月23日 - ）（33歳）
大阪府大阪市出身。身長186 cm、体重80 kg。
本名：近藤 翔太朗（こんどう しょうたろう）
趣味は動画鑑賞（海外のオーディション番組をひたすら見ている）。特技は優しい声で尾崎豊『I LOVE YOU』を歌うこと。
NSCには入っておらず、大阪校34期と同期扱い。2024年3月頃まで、1期先輩のkento fukaya、同期の前田龍二（シモリュウ）と共にシェアハウスで生活していた。
NSC大阪校41期出身の近藤（元・二銃士）は実弟。
2021年度よしもと漫才劇場ダサい芸人ランキングにおいて2位、翌年度では1位となる。

## 来歴
大阪府立千里青雲高等学校の同級生で、共にバスケットボール部に所属していた2人からなるコンビ。この高校ではお笑いが浸透していて、コンビあるいはグループを結成しお笑いの真似事をする生徒が多くいた。2人も当時はお互い別々のコンビを組み、漫才ごっこをやっていた。近藤の相方がきたしろのコンビへ合流したことでトリオになり、卒業するまで近藤はピン芸人への転向を余儀なくされた。
近藤はきたしろとは仲が良かったものの、同じ大阪経済大学へ進学後もコンビを結成する運びとはならなかった。きたしろが近藤と組むのを避けていた理由は、ツッコミ気質同士で組むことと近藤の大きな身体に注目が集まることへの懸念があったためだった。
ピン芸人になったばかりだった近藤が、同時期に前述の「アキレスと亀」を解散し引退を考えていたきたしろを誘い、2018年3月に「バカの薬」としてコンビを結成。同年5月に現在のコンビ名へ改めた。
結成わずか2ヶ月あまりでよしもと漫才劇場にメンバー入り、芸歴8年目以下の芸人による「Kakeru翔GP」では劇場最速記録で優勝を果たした。
2022年度よしもと漫才劇場オシャレ&ダサい芸人ランキングにてきたしろがオシャレ芸人1位（連覇）、近藤がダサい芸人1位となり、コンビで両部門のツートップを飾った。

## 芸風
主に漫才で、型にはまらない独特のスタイルを得意とする。ネタによってボケ・ツッコミは変わる。
M-1グランプリでは結成直後の2018年大会からエントリーしており、2020年大会の1回戦敗退以外は2023年大会まで全て3回戦進出。2024年大会では初の準々決勝進出。2020年は初めてキングオブコントへエントリーしてコントを演じ、初コントで準々決勝まで進出した。

## 賞レース成績

### M-1グランプリ
| 年度             | 結果         | エントリー No. | 会場               | 日程     | 備考 |
| ---------------- | ------------ | -------------- | ------------------ | -------- | ---- |
| 2018年（第14回） | 3回戦進出    | 1959           | よしもと漫才劇場   | 10月23日 |      |
| 2019年（第15回） | 3回戦進出    | 1994           | よしもと漫才劇場   | 10月29日 |      |
| 2020年（第18回） | 1回戦敗退    | 2493           | 朝日生命ホール     | 8月24日  |      |
| 2021年（第17回） | 3回戦進出    | 3767           | よしもと漫才劇場   | 10月26日 |      |
| 2022年（第18回） | 3回戦進出    | 2866           | よしもと漫才劇場   | 10月24日 |      |
| 2023年（第19回） | 3回戦進出    | 5899           | よしもと漫才劇場   | 10月31日 |      |
| 2024年（第20回） | 準々決勝進出 | 7776           | なんばグランド花月 | 11月20日 |      |

### その他
- 2018年 Kakeru翔GP 6月度 優勝
- 2020年 キングオブコント2020 準々決勝進出